# Bamboerovo
Bamboerovo (Russisch: Бамбурово) is een plaats (posjolok bij station) aan de spoorlijn van Oessoeriejsk naar Chasan in de gorodskoje poselenieje van Slavjanka van het district Chasanski in het uiterste zuidwesten van de Russische kraj Primorje. De plaats werd gesticht in 1938 en telt 47 inwoners (1 januari 2005), waarmee het tot de kleinere nederzettingen van het district behoort.

## Geografie
De nederzetting ligt aan de rivier de Broesja, op 5 kilometer van haar instroom in de Severnajabocht van de Slavjanskibaai. Door de plaats loopt de rijksweg Razdolnoje - Chasan (A189). De plaats ligt over de weg op 13 kilometer van het districtcentrum Slavjanka en ongeveer 174 kilometer van Vladivostok.
Bestuurlijk centrum: Slavjanka

Andrejevka · Bamboerovo · Barabasj · Barsovy · Baza Kroeglaja · Bezverchovo · Chasan · Filippovka · Gvozdevo · Kamysjovoje · Kedrovaja · Kraskino · Kravtsovka · Lebedinoje · Majak Bjoesse · Majak Gamova · Narva · Ovtsjinnikovo · Perevoznoje · Pojma · Posjet · Pozjarski · Primorski · Provalovo · Risovaja Pad · Rjazanovka · Romasjka · Sjachtjorskoje · Soechaja Retsjka · Soechanovka · Tsoekanovo · Vitjaz · Zajsanovka · Zanadvorovka · Zaroebino